# Anatolij Nedowintschanyj

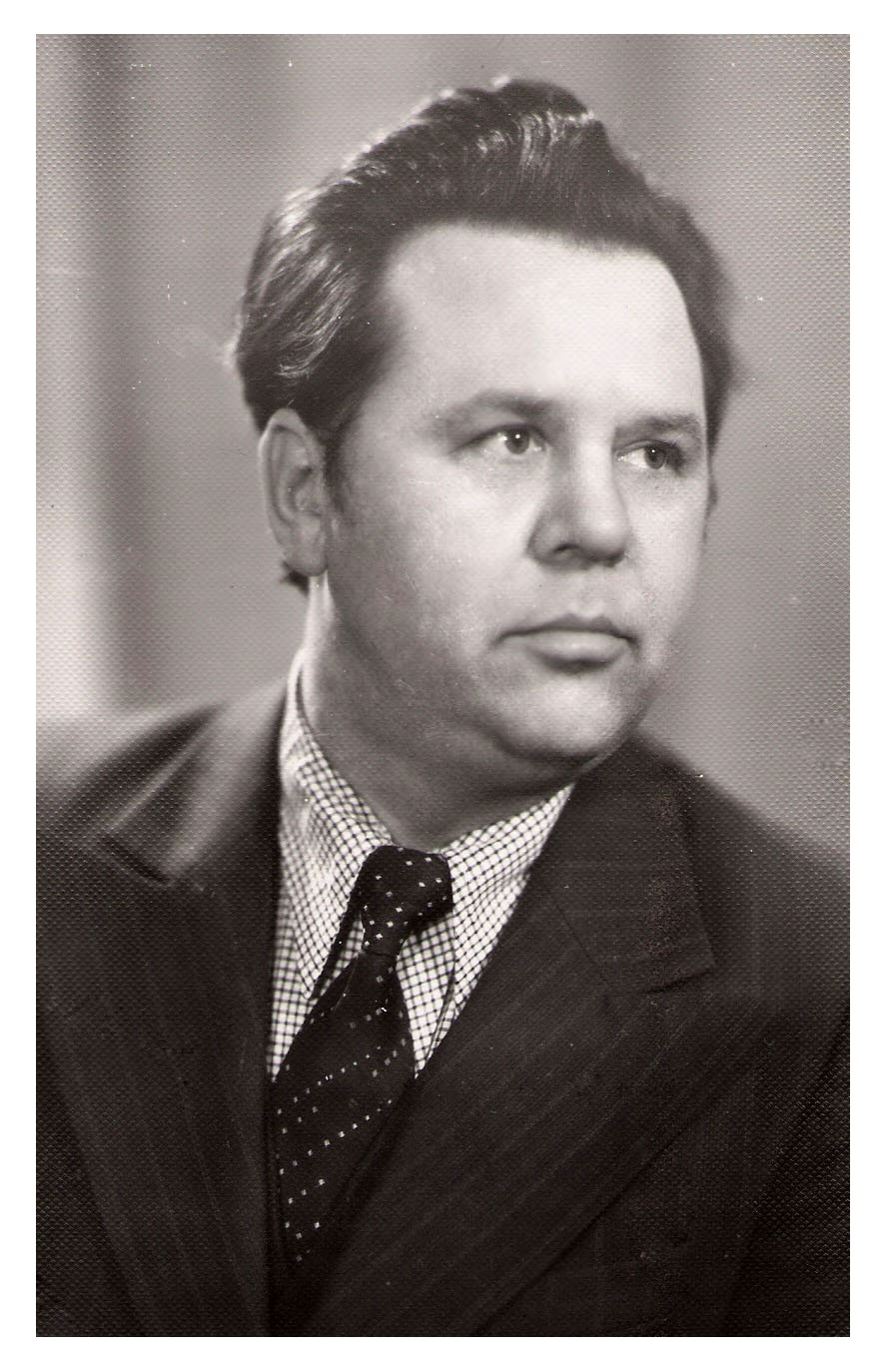
Anatolij Nedowintschanyj

Anatolij Oleksandrowytsch Nedowintschanyj (ukrainisch Анатолій Олександрович Недовінчаний; * 22. März 1938 in Hajiwschtschyna, Rajon Lochwyzja, Oblast Poltawa, Ukrainische SSR; † 26. April 2019 in Myrhorod, Ukraine) war ein ukrainischer Musikschulleiter, Laienkomponist und -dichter.

## Leben
Anatolij Nedowintschanyj besuchte die Berufsschule für Kultur in Hadjatsch, die Musikhochschule in Luzk und die Pädagogische Fachhochschule (Musik) in Riwne. Anschließend war er als Musiklehrer (Akkordeon) und Musikschuldirektor in Lochwyzja tätig. Ab 1965 war er als Komponist aktiv.
Bekannt geworden durch Veröffentlichungen von mehr als 50 selbst geschriebenen und komponierten Liedern und Musik für die Hymne der Stadt Lochwyzja. Letztes Werk war sein Autobiografisches Gedicht "Echos von Erinnerungen" in dem er sein Leben nach dem Zweiten Weltkrieg, Hunger, Not und Armut beschreibt, welches alles sehr schmerzhaft war und seine ganze Generation konnte sich damit identifizieren. Die Themen seiner Lieder waren meistens Liebe, Trauer und Schmerz über Verluste von Familienangehörigen.
In den 1980er Jahren gründete er mit seiner Frau Kateryna das musikalische Duett "Goldener Herbst" und reiste bis zuletzt mit seinen Konzerten durch das Land. Im Fernsehen und Radio wurden seine Lieder zu den Feiertagen oder anderen Anlässen gespielt.
Er starb 81-jährig in Myrhorod und wurde auf eigenen Wunsch in seinem Geburtsort Hajiwschtschyna bestattet.

## Ehrungen
Mit dem Dekret des Präsidenten der Ukraine vom 7. November 2014 wurde ihm der Ehrentitel "Geehrter Kulturarbeiter" für einen bedeutenden persönlichen Beitrag zur Entwicklung der nationalen Kultur und Kunst sowie für eine bedeutende Professionalität verliehen.
Am 11. September 2020 wurde eine Ehrentafel an der Kinder-Musikschule Stadt Lockwitza eingeweiht.

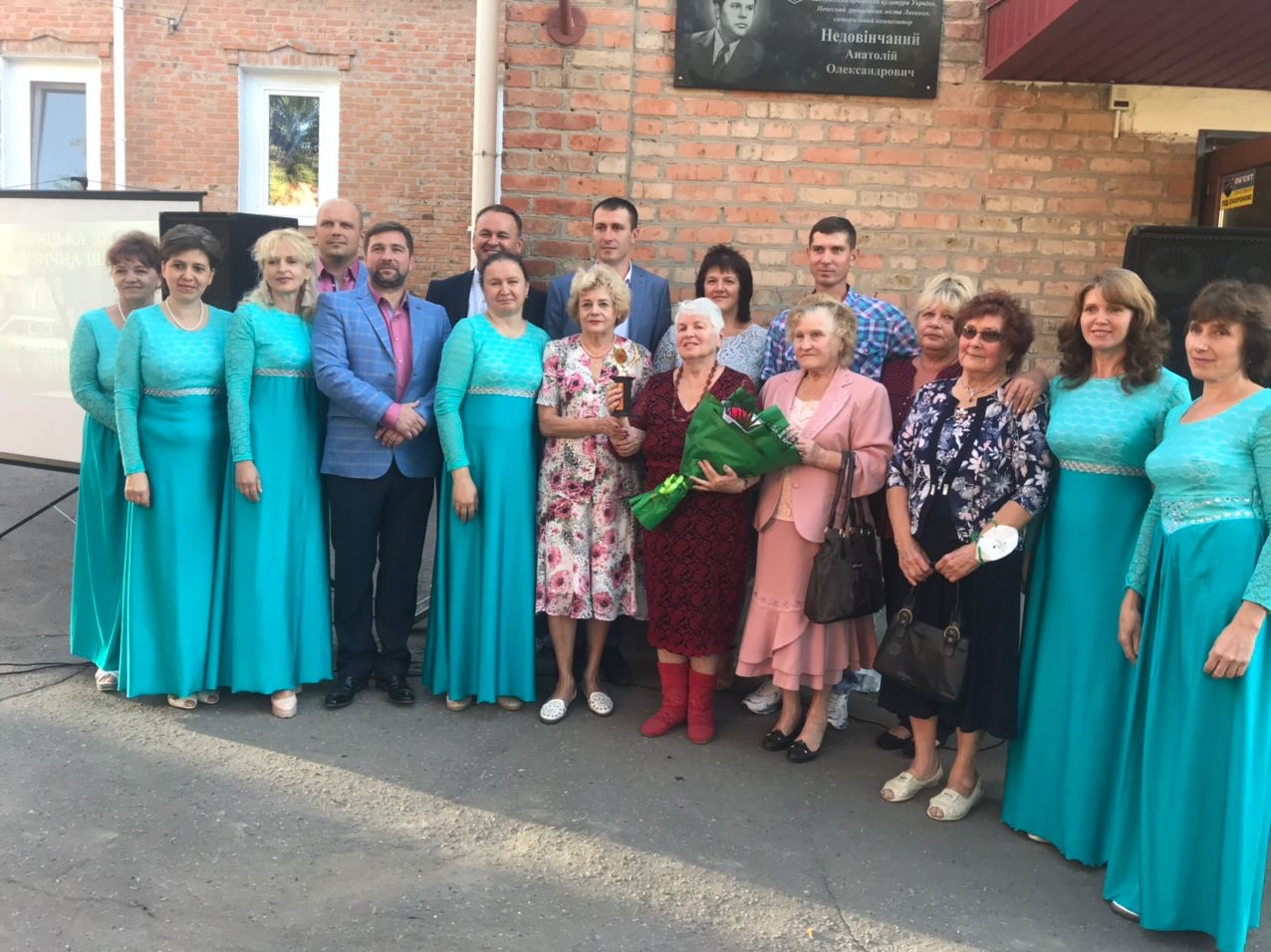
Ehrentafel an der Kinder-Musikschule der Stadt Lockwitza

## Fond
Im Jahr 2019 wurde durch die Familie Nedowintschanyj ein Wohltätigkeitsfonds "Goldene Herbst" gegründet, um begabte Kinder (Musik, Kunst aber auch Kinderwerkstatt Bereich Elektronik) im Geburtsort des Komponisten zu unterstützen.

## Familie
Nedowintschanyj war mit der Lehrerin und Ex-Politikerin Kateryna Petriwna verheiratet und Vater einer Tochter und eines Sohnes.